# Ashley Laurence
Ashley Laurence (n. 28 mai 1966, Los Angeles, California, SUA) este o actriță și artistă americană. Și-a făcut debutul în film cu rolul lui Kirsty Cotton⁠(d) în filmul de groază Hellraiser (1987) al lui Clive Barker. Aceasta a interpretat personajul și în continuările Hellbound: Hellraiser II (1988), Hellraiser III: Iadul pe pământ (1992) și Hellraiser: Hellseeker (2002). Franciza a transformat-o într-o cunoscută actriță de filme horror. 
Alte roluri importante sunt cele din Lightning Bug⁠(d) (2004) și Red⁠(d) (2008). Aceasta a apărut și în numeroase seriale de televiziune, printre care Hercules: The Legendary Journeys (1996), Susan⁠(d) (1997) și Beverly Hills, 90210 (1999). 
Pe lângă filme și seriale, Laurence a realizat dublajul pentru personajul Missy Carter în jocul video The Vanishing of Ethan Carter⁠(d) (2014). Șase ani mai târziu, în calitate de actriță de voce, a apărut în serialul animat JJ Villard's Fairy Tales⁠(d) (2020).
Aceasta urmează să interpreteze un rol în al doilea sezon al serialului Creepshow⁠(d) (2021) difuzat pe internet de către Shudder⁠(d).

## Cariera
Laurence și-a început cariera cu roluri episodice în seriale de televiziune. În 1984, și-a făcut debutul în actorie cu un rol secundar în telenovela CBS Capitol⁠(d) în rolul Brenda Clegg. În 1986, Laurence a apărut într-un episod al serialului Highway to Heaven⁠(d). Anul următor, aceasta a obținut rolul lui Kirsty Cotton în filmul horror Hellraiser. Filmul a avut succes atât critic, cât și comercial, având încasări de peste 14 milioane de dolari în boxoffice-ul american.
În 1988, Laurence și-a reluat rolul Kirsty în continuarea seriei Hellraiser, Hellbound: Hellraiser II, regizat de Tony Randel⁠(d). În 1989, Laurent a apărut în serialele Monsters⁠(d) și Hunter⁠(d).
În 1990, Laurence a interpretat-o pe Jane în filmul Face the Edge. În 1992, a apărut în filmele Deuce Coupe, Hellraiser III: Hell on Earth și Mikey⁠(d). În 2000, Laurence a jucat în filmul Cypress Edge și a avut un rol episodic în Beyond Belief: Fact or Fiction⁠(d).
În 1994, Laurence a jucat în The Lurking Fear⁠(d) și Stranger by Night⁠(d). În 1995, a jucat în Savate⁠(d). În același an, a avut un rol episodic în Legends⁠(d) și a și a apărut în filmele de televiziune Triplecross și American Cop. În 1996, Laurence a jucat în filmul Livers Ain't Cheap și în Hercules: The Legendary Journeys.
În 2008, a apărut în filmul dramatic Red, bazat pe romanul lui Jack Ketchum⁠(d). În 2009, Laurence a apărut în videoclipul „Snuff⁠(d)” al formației Slipknot. În 2014, Laurence a fost actriță de voce pentru jocul video The Vanishing of Ethan Carter.
În 2021, s-a confirmat că Lauren va apărea, alături de Keith David și Josh McDermitt⁠(d), în următorul sezon al serialului Creepshow difuzat de Shutter.

## Filmografie

### Filme
| An   | Titlu                             | Rol                  | Note                                        |
| ---- | --------------------------------- | -------------------- | ------------------------------------------- |
| 1987 | Hellraiser                        | Kirsty Cotton        |                                             |
| 1988 | Hellbound: Hellraiser II          | Kirsty Cotton        |                                             |
| 1990 | Face the Edge                     | Jane                 |                                             |
| 1992 | Mikey                             | Shawn Gilder         |                                             |
| 1992 | Deuce Coupe                       | Marie Vitelli        |                                             |
| 1992 | Hellraiser III: Hell on Earth     | Kirsty Cotton        |                                             |
| 1994 | The Lurking Fear                  | Cathryn Farrell      |                                             |
| 1994 | Stranger by Night                 | Nicole Miller        | Direct-to-video                             |
| 1995 | Savate                            | Mary Parker          | Direct-to-video                             |
| 1995 | Felony                            | Laura Bryant         |                                             |
| 1996 | Livers Ain't Cheap                | Carla                |                                             |
| 1997 | Cupid                             | Jennifer Taylor      |                                             |
| 1998 | A Murder of Crows                 | Janine DeVrie        |                                             |
| 1999 | Warlock III: The End of Innocence | Kris Miller          | Direct-to-video                             |
| 2000 | Cypress Edge                      | Brittany Trummel     |                                             |
| 2002 | Hellraiser: Hellseeker            | Kirsty Cotton Gooden | Direct-to-video                             |
| 2004 | Lightning Bug                     | Jenny Graves         |                                             |
| 2004 | Tomb of Terror                    | Cathryn Farrell      | Segmentul: "Lurking Fear"; Scene din arhivă |
| 2007 | Chill                             | Maria                | Direct-to-video                             |
| 2008 | Red                               | Mrs. McCormack       |                                             |
| 2015 | The Green Fairy                   | Rachel               |                                             |

### Seriale
| An        | Titlu                                | Rol               | Note                                        |
| --------- | ------------------------------------ | ----------------- | ------------------------------------------- |
| 1984-1985 | Capitol                              | Brenda Clegg      |                                             |
| 1986      | Highway to Heaven                    | Genna             | Episodul: "Sail Away"                       |
| 1989      | Monsters                             | Jodie             | Episodul: "The Match Game"                  |
| 1989      | Hunter                               | Erica             | Episodul: "Investment in Death"             |
| 1995      | Legend                               | Libbie Custer     | Episodul: "Custer's Next to Last Stand"     |
| 1995      | Triplecross                          | Julia Summers     | Film de televiziune                         |
| 1995      | American Cop                         | Gina              | Film de televiziune                         |
| 1996      | Hercules: The Legendary Journeys     | Daniela           | Episodul: "Protean Challenge"               |
| 1997      | Suddenly Susan                       | Pam               | Episodul: "The Ways and Means"              |
| 1999      | Beverly Hills, 90210                 | Ashley Reese      | Episodul: "Fortune Cookie"                  |
| 2000      | Beyond Belief: Fact or Fiction       | Sandy             | Episodul: "Damsel"                          |
| 2002      | Gentle Ben                           | Dakota            | Film de televiziune                         |
| 2003      | Gentle Ben 2: Danger on the Mountain | Dakota            | Film de televiziune                         |
| 2004      | ER                                   | Campbell          | Episodul: "Just a Touch"                    |
| 2005      | Mystery Woman: Sing Me a Murder      | Francine          | Film de televiziune                         |
| 2020      | JJ Villard's Fairy Tales             | Jizzelda          | Actriță de voce Episodul: "Rumpelstiltskin" |
| 2021      | Creepshow                            | Brenda Lanchester | Episodul: "Pesticide"                       |